# Henry Bessemer
Sir Henry Bessemer (19 de enero de 1813 - 15 de marzo de 1898) fue un inventor británico de ascendencia francesa, cuyo proceso de fabricación siderúrgico se convertiría en la técnica más importante para producir acero en el siglo XIX, utilizándose durante casi cien años (desde 1856 hasta 1950). También desempeñó un papel importante en el establecimiento de la ciudad de Sheffield como un importante centro industrial.

## Anthony Bessemer
El padre de Henry, Anthony Bessemer, nació en Londres en el seno de una familia hugonote, pero se mudó a París cuando tenía unos 21 años. Fue un inventor que, mientras estaba contratado por la Monnaie de Paris, construyó una máquina para fabricar medallones que podía producir troqueles de acero a partir de un modelo más grande. Se convirtió en miembro de la Academia de Ciencias de Francia, por sus mejoras en el microscopio óptico cuando tenía 26 años. Los acontecimientos de la revolución francesa le obligaron a abandonar París y regresó a Gran Bretaña. Allí inventó un proceso para hacer cadenas de oro, que tuvo éxito y le permitió comprar una pequeña propiedad en el pueblo de Charlton, cerca de Hitchin en Hertfordshire, donde nació Henry. Según el propio Bessemer, recibió el nombre de Henry por su padrino, Henry Caslon, quien había empleado a su padre como grabador tipográfico.

## Primeros inventos
El invento con el que Bessemer hizo su primera fortuna fue una serie de seis máquinas de vapor para fabricar polvo de bronce, que se utilizaba en la fabricación de pintura dorada. Según relata en su autobiografía, examinó el polvo de bronce elaborado en Núremberg, que era el único lugar donde se fabricaba en esa época. Luego copió y mejoró el producto, desarrollándolo para que pudiera fabricarse en una línea de producción simple. Fue un ejemplo temprano de ingeniería inversa, proceso en el que se analiza un producto y luego se reconstituye. El proceso se mantuvo en secreto, y solo los miembros de su familia inmediata tenían acceso a la fábrica. El polvo de Núremberg, que se fabricaba a mano, tuvo un gran éxito en el mercado. Las ganancias de la venta de la pintura le permitieron continuar con sus otros inventos.
También patentó un método para hacer una cinta continua de vidrio plano en 1848, aunque no tuvo éxito comercial (véase su autobiografía, capítulo 8). Pero le sirvió para adquirir experiencia en el diseño de hornos, lo que le sería de gran utilidad para su nuevo proceso de fabricación de acero.

## Proceso Bessemer

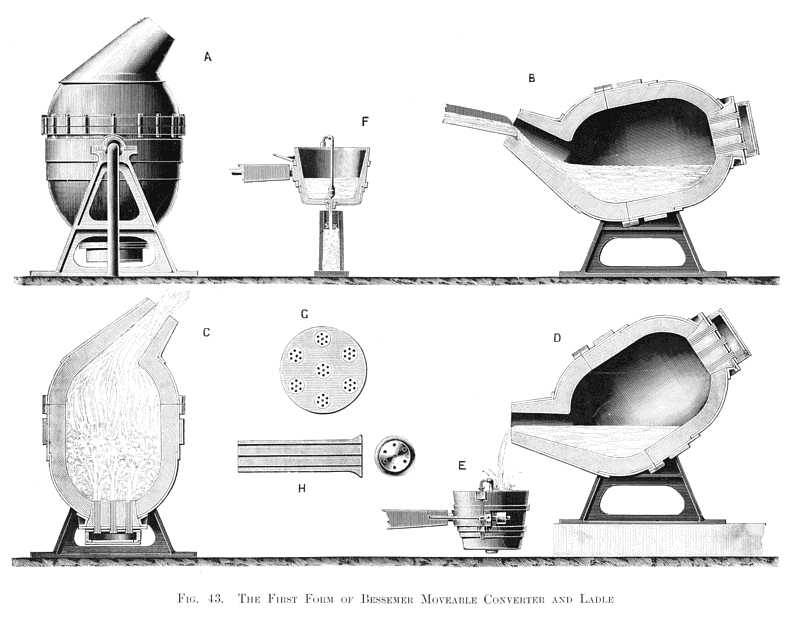
Convertidor Bessemer

Bessemer trabajó en el problema de la fabricación de acero barato para la construcción de piezas de artillería desde 1850 hasta 1855, cuando patentó su método.
El 24 de agosto de 1856, Bessemer describió por primera vez el proceso durante una reunión de la Asociación Británica para el Avance de la Ciencia en Cheltenham, ponencia a la que tituló "La fabricación de hierro y acero maleable sin combustible". El trabajo se publicó completo en The Times. El convertidor Bessemer se valía del uso del oxígeno del aire soplado a través de arrabio fundido para quemar las impurezas y así crear acero. James Nasmyth había estado trabajando en una idea similar durante algún tiempo con anterioridad. Reacio a registrar patentes, y todavía trabajando en algunos problemas que presentaba su método, Nasmyth abandonó el proyecto después de escuchar en la reunión a Bessemer, quien reconoció los esfuerzos de Nasmyth ofreciéndole una participación de un tercio del valor de su patente, pero este rechazó el ofrecimiento cuando estaba a punto de retirarse.

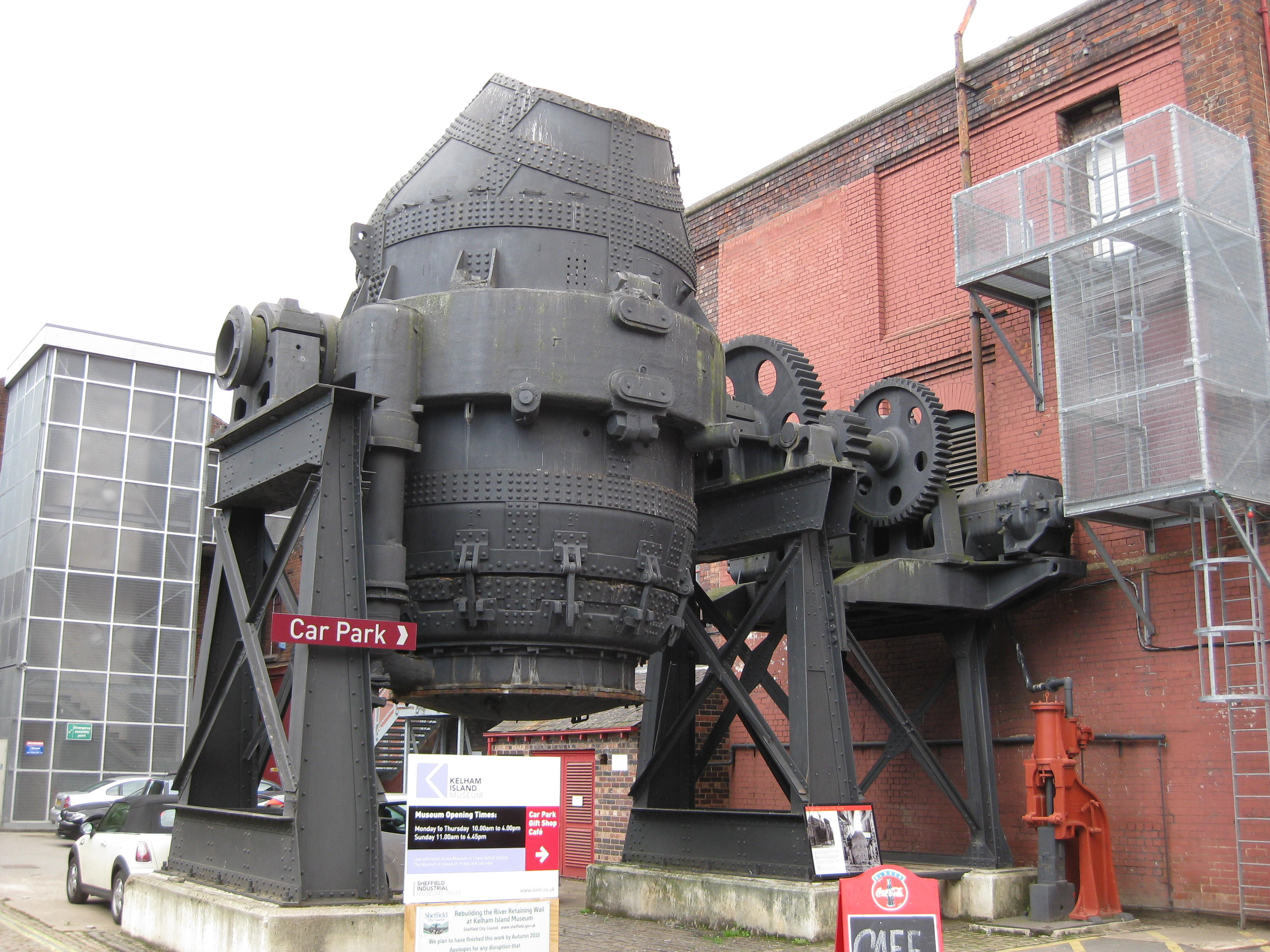
Convertidor Bessemer en el Museo de Kelham Island en Sheffield (2010)

Muchas industrias se veían limitadas por la falta de acero, produciendo sobre todo hierro forjado y fundición de hierro, cuya naturaleza traicionera como material con el que se estaban construyendo puentes y vías del ferrocarril estaba siendo lamentada por muchos ingenieros y diseñadores. De hecho, se habían producido numerosos graves accidentes cuando las vigas de hierro fundido colapsaban repentinamente, como en el desastre del puente del Dee de mayo de 1847, el colapso del puente de Wootton y el accidente del puente de Bull en 1860. El problema se repitió en el desastre del puente del Tay de 1879 y los accidentes continuaron hasta que todos los puentes de hierro fundido fueron reemplazados por otros de acero. Las estructuras de hierro forjado eran mucho más fiables, y experimentaron muy pocos fallos.
Aunque este proceso ya no se usa comercialmente, en el momento de su invención tenía una enorme importancia industrial porque reducía el costo de producción del acero, lo que llevó a que este material sustituyera ampliamente a la fundición de hierro y al hierro forjado. La atención de Bessemer se centró en el problema de la fabricación de acero en el curso de un intento por mejorar la construcción de armas.

### Desarrollo

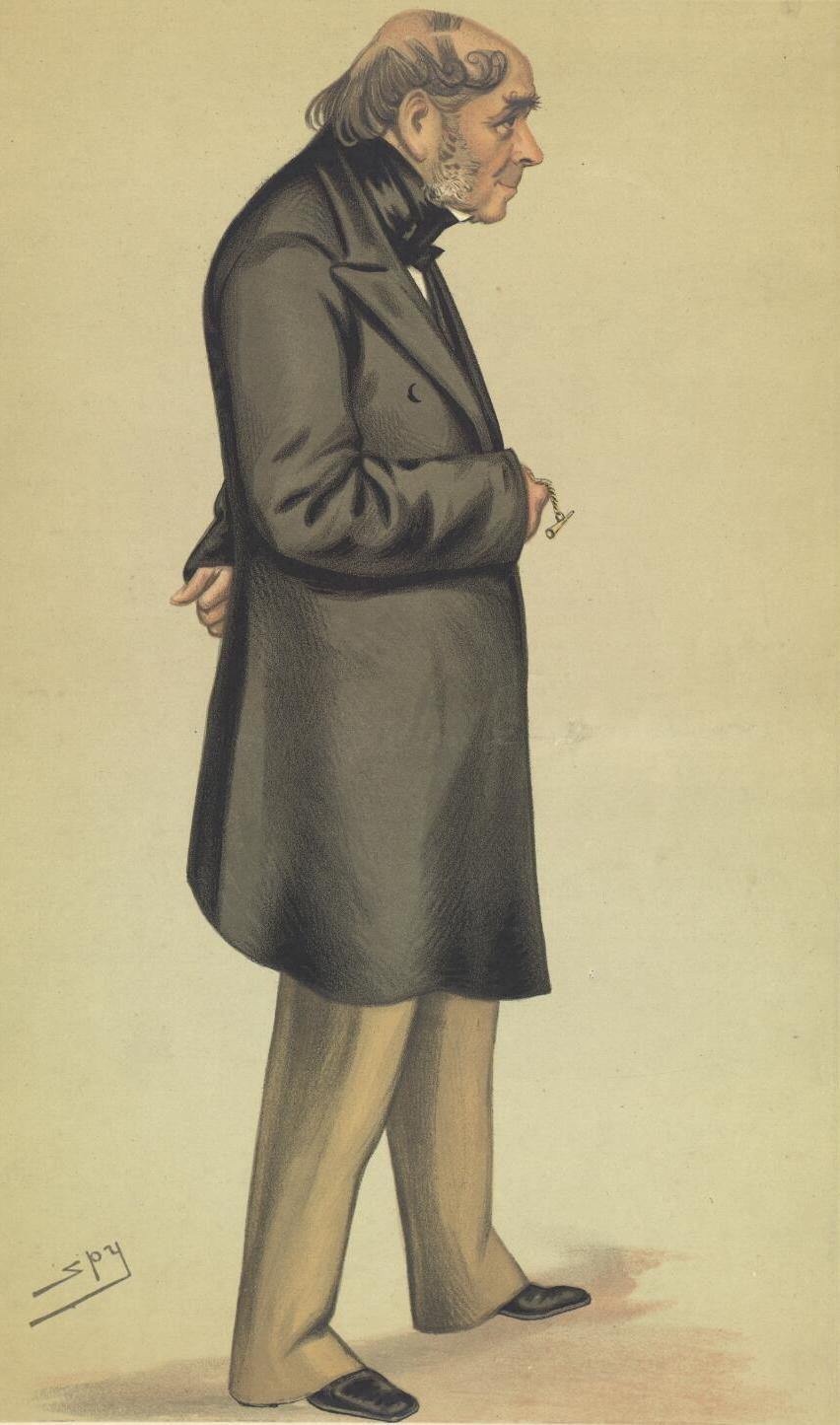
Caricatura de Bessemer por Leslie Ward en Vanity Fair, 6 de noviembre de 1880

Bessemer licenció la patente de su proceso a cinco fundiciones, pero desde el principio, las empresas tuvieron grandes dificultades para producir acero de buena calidad. Göran Fredrik Göransson, un maestro de forja sueco, utilizando el arrabio puro de su país, fue el primero en obtener buenos resultados con el método de Bessemer, pero solo después de muchos intentos. Sus resultados impulsaron a Bessemer a probar un hierro puro obtenido de la hematita procedente de Cumberland, pero incluso con este mineral de gran calidad solo tuvo un éxito limitado porque la cantidad de carbono era difícil de controlar. Robert Forester Mushet había llevado a cabo miles de experimentos en Darkhill Ironworks, en el bosque de Dean, y había demostrado que la cantidad de carbono podía controlarse quitando casi todo su contenido del hierro y luego agregando una cantidad exacta de carbono y manganeso, en forma de hierro de espejo. Esto mejoró la calidad del producto terminado y aumentó su maleabilidad.
Cuando Bessemer trató de introducir su sistema mejorado entre los fabricantes, se encontró con un rechazo general y, finalmente, se vio obligado a emprender él mismo la explotación del proceso. Levantó su acería en Sheffield formsndo una sociedad comercial con otros socios, como W & J Galloway & Sons, y comenzó a fabricar acero. Al principio, la producción era insignificante, pero gradualmente la magnitud de las operaciones se amplió hasta que la competencia se hizo efectiva, y los comerciantes de acero en general se dieron cuenta de que la empresa Henry Bessemer & Co. estaba vendiendo su metal a un precio inferior de entre 10 y 15 libras esterlinas la tonelada. Este argumento económico surtió efecto rápidamente, y se solicitaron licencias en tal cantidad que, en derechos por el uso de su proceso, Bessemer recibió una suma que superó considerablemente el millón de libras esterlinas.
Desde alrededor de 1865 explotó otra acería en Greenwich, Londres, junto al río Támesis.
Sin embargo, Mushet no recibió porcentaje alguno por su trabajo y en 1866 se encontraba desamparado y enfermo. En ese año su hija de 16 años, Mary, viajó sola a Londres para hablar con Bessemer en sus oficinas, argumentando que su éxito se basaba en los resultados del trabajo de su padre. Bessemer decidió dotar a Mushet con una pensión anual de 300 libras esterlinas, una suma muy considerable, que pagó durante más de 20 años; posiblemente con el fin de evitar que los Mushet emprendan acciones legales.
W.M. Lord afirmó con respecto a este éxito que "Sir Henry Bessemer fue algo excepcional. Había desarrollado su proceso desde una idea hasta convertirla en una realidad práctica a lo largo de su vida, y era un hombre de negocios suficientemente capaz como para haberse beneficiado de ello. En otros muchos casos, las invenciones no se desarrollaron rápidamente y el fruto del trabajo de los inventores fue a parar a otras personas además de a ellos mismos".

## Otros inventos
Bessemer fue un inventor prolífico y poseía al menos 129 patentes, que abarcan desde 1838 hasta 1883. Incluyen artillería militar, troqueles móviles para sellos postales en relieve, una extrusora de tornillo para extraer azúcar de la caña de azúcar y otras ideas novedosas en los campos de la metalurgia del hierro y del acero, y las lentes, que se describen con cierto detalle en su autobiografía.
Después de sufrir mareos durante una travesía en 1868, diseñó el SS Bessemer (también llamado "Bessemer Saloon"), un barco de vapor de pasajeros que disponía de una cabina sobre una suspensión cardán diseñada para mantenerla nivelada, sin importar cuán agitado estuviera el mar, evitando a sus pasajeros el mareo. El mecanismo hidráulico controlado por un timonel que vigilaba un nivel de burbuja, funcionó en forma de modelo y en una versión de prueba construida en su jardín en Denmark Hill, Londres. Sin embargo, nuncamse sometió a una prueba de navegación adecuada, ya que, cuando el barco derribó parte del muelle de Calais en su viaje inaugural, se perdió la confianza de los inversores y el barco acabaría siendo desguazado.
Bessemer también obtuvo una patente en 1857 para la fundición de metal entre rodillos contrarrotativos, un precursor de los procesos de moldeado continuo actuales y, sorprendentemente, la idea original de Bessemer se emplea en la fundición directa continua de piezas de acero planas.
En sus últimos años continuó inventando y haciendo descubrimientos. Construyó un horno solar y un telescopio astronómico para su propia diversión; y desarrolló un conjunto de máquinas para pulir diamantes que contribuyeron a restablecer este comercio en Londres.

## Muerte
Bessemer murió en marzo de 1898 en Denmark Hill, Londres. Está enterrado en cementerio de West Norwood,
Londres SE27. Otros victorianos influyentes como Sir Henry Tate, Sir Henry Doulton y el Barón de Reuters están enterrados en el mismo cementerio.

## Honores y legado

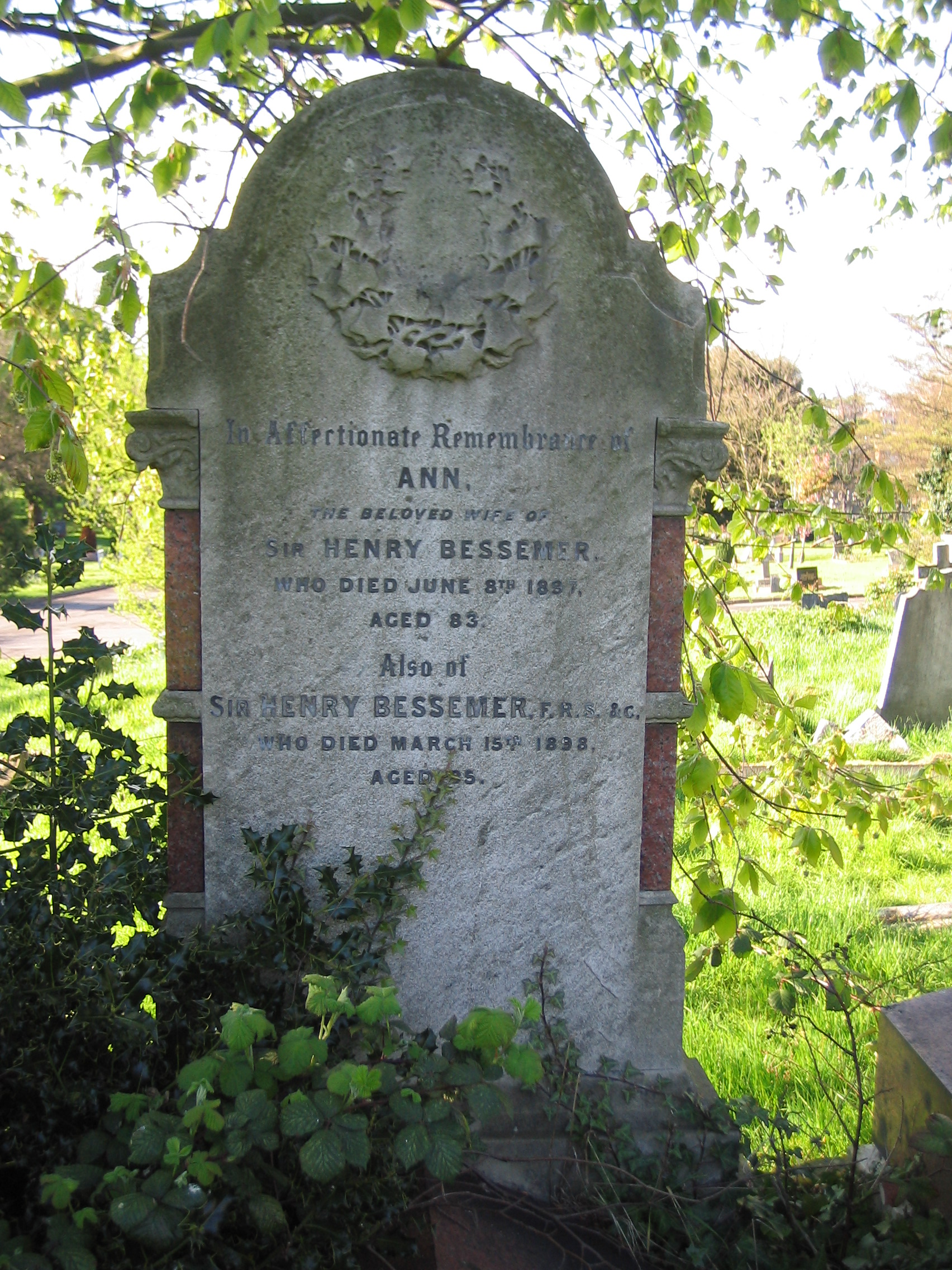
Lápida de Sir Henry Bessemer, cementerio de West Norwood

Bessemer fue nombrado caballero por la reina Victoria el 26 de junio de 1879, en reconocimiento a su contribución a la ciencia, y ese mismo año fue nombrado miembro de la Royal Society. Recibió una membresía honoraria por parte de la Institución de Ingenieros y Constructores Navales de Escocia en 1891. En 1895, fue elegido Miembro Honorario Extranjero de la Academia Estadounidense de las Artes y las Ciencias. El Museo del Patrimonio Industrial de Kelham Island en Sheffield mantiene un ejemplo temprano de un convertidor Bessemer a la vista del público.
Una escuela recibió su nombre en la ciudad de Hitchin, y cuando la escuela fue demolida en la década de 1980, la nueva carretera construida en su lugar se llamó Bessemer Close en 1995. Bessemer Way en Rotherham también se nombra en su honor. En 2009, la taberna "The Fountain" en el centro de la ciudad de Sheffield pasó a llamarse "The Bessemer" en homenaje a Henry Bessemer, quien tuvo un gran impacto en el desarrollo de la Steel City. En Workington, Cumbria, el pub local Wetherspoons ahora lleva su nombre.
En 2002, el Instituto de Materiales, Minerales y Minería (IOM3) se estableció a partir de fusiones que abarcan organizaciones históricas, incluido el Instituto del Hierro y el Acero, del que Bessemer fue presidente de 1871 a 1873; esta última organización instituyó la Medalla de Oro Bessemer bajo su mandato. El IOM3 aún reconoce el legado de Bessemer con la concesión anual de la medalla por servicios destacados a la industria del acero.
En 2003, Bessemer fue designado entre los 10 innovadores tecnológicos más importantes en el libro Logros humanos: la búsqueda de la excelencia en las artes y las ciencias, 800 a.C. a 1950. Que un hombre que hizo tanto por el desarrollo industrial no recibiera mayor reconocimiento de su propio gobierno fue motivo de profundo pesar para los ingenieros ingleses, quienes aludieron al hecho de que en Estados Unidos, donde el proceso Bessemer encontró mucha utilidad, ocho ciudades o pueblos llevaron su nombre.